# Malaccamax

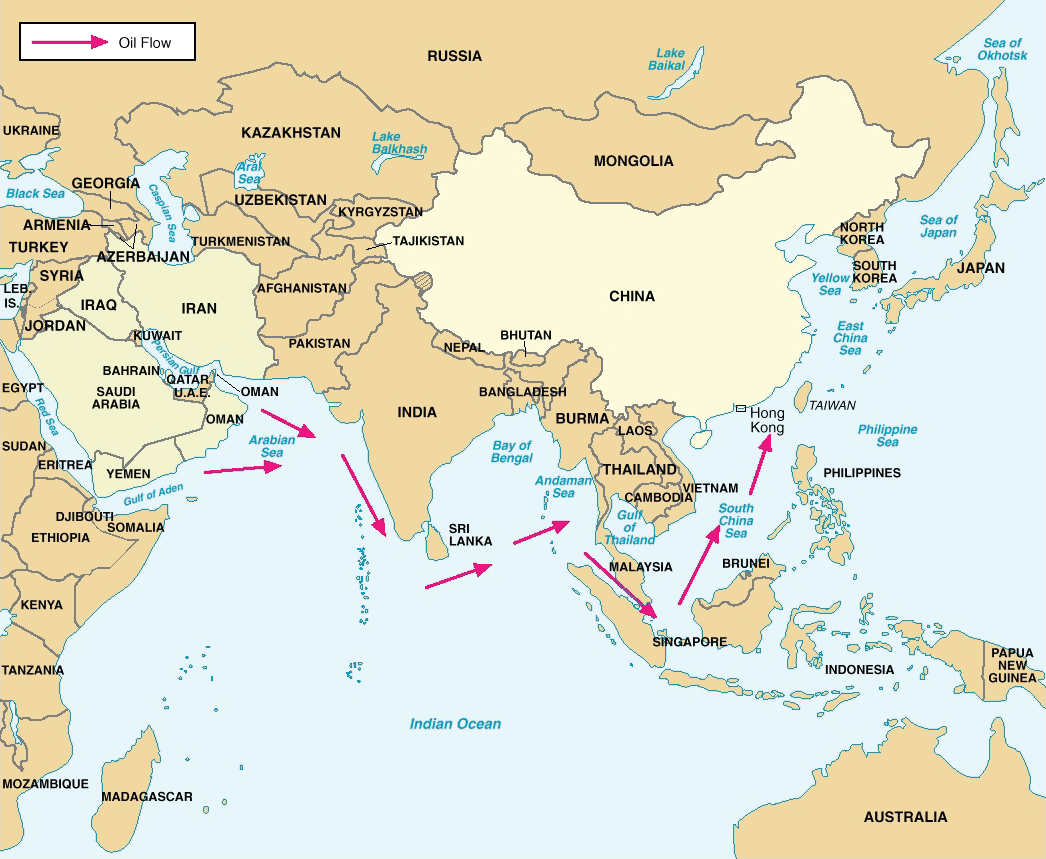
Der kürzeste Seeweg vom Persischen Golf nach China führt durch die Straße von Malakka.

Malaccamax, selten auch Malakkamax, ist eine Größenklassifizierung für Schiffe, die vollbeladen gerade noch die Straße von Malakka passieren können.

## Hintergrund
Der bestimmende Faktor bei der Durchfahrt ist in diesem Fall die Tiefe der Malakka-Straße, die an manchen Stellen nur 25 Meter (m) tief ist. Sollte ein Schiff die Malaccamax-Maße überschreiten (post-Malaccamax), wäre ein sehr großer Umweg notwendig, da auch die nächste „Ausweichroute“, die benachbarte Sundastraße, nur eine Wassertiefe von 20 m aufweist.
Mögliche Umfahrungen wären
- durch die Lombokstraße, Makassar-Straße, Sibutu-Passage und Mindoro-Straße,
- durch die Straße von Ombai, Bandasee, Lifamatola-Straße zwischen den Sula-Inseln und der Insel Obi und der Molukkensee, oder
- um Australien herum.

Alternativ könnte
- die Straße von Malakka ausgebaggert werden, insbesondere an der Straße von Singapur, oder
- der geplante Kra-Kanal gebaut werden.

## Schiffsgröße
Angewendet wird der Begriff Malaccamax zurzeit zum einen für große Massengutfrachter und VLCC-Tanker, welche die Größenordnung von über 20 m Tiefgang schon jetzt erreichen oder überschreiten. So hat beispielsweise der Massengutfrachter Berge Stahl beladen einen Tiefgang von über 23 m, die Tanker der Hellespont-Alhambra Klasse von 24,5 m.
Malaccamax-Containerschiffe – die es bisher nur als Studien gibt – würden etwa einer Größe von 300.000 DWT, 470 m Länge, 60 m Breite und 20 m Tiefgang entsprechen. Sie sollen 30.000 TEU fassen können. Die größten, 2021 im Betrieb befindlichen Containerschiffe der HMM Megamax-Klasse –  ca. 230.000 DWT, 400 m Länge, 61 m Breite und Stauraum für ca. 24.000 TEU – haben vollbeladen einen Tiefgang von ca. 16,50 m  und sind von Malaccamax noch weit entfernt.